# Vysoká (Pardubice)
Vysoká é uma comuna checa localizada na região de Pardubice, distrito de Svitavy.